# Emil Burckhardt

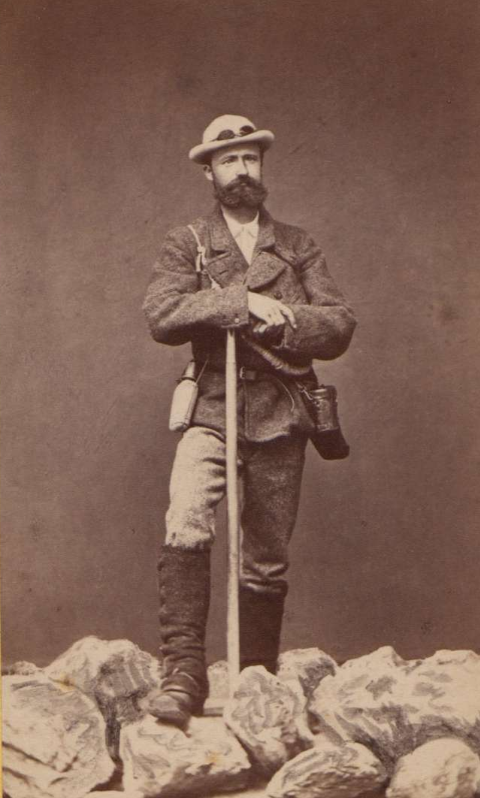
Emil Burckhardt

Emil Burckhardt (* 11. Dezember 1846 in Basel; † 23. August 1926 in Arlesheim) war ein Schweizer Jurist und Alpinist.

## Leben
Emil Burckhardt studierte an den Universitäten Basel, Leipzig und Göttingen Rechtswissenschaften. 1865 wurde er Mitglied des Corps Alamannia Basel. 1867 wurde er Renonce des Corps Saxonia Leipzig, deren Corpsband er 1875 erhielt. 1869 schloss er sich dem Corps Brunsviga Göttingen an.
1870 wurde er in Leipzig zum Doktor beider Rechte promoviert. 1872 wurde er in Basel Untersuchungsrichter, 1875 Statthalter am Strafgericht und 1879 Anwalt in der Anwaltskanzlei Burckhardt & Burckhardt. Er war 1883 einer der 15 Gründer der Basler Advokatenkammer.
Emil Burckhardt war ein bekannter Alpinist. Am 10. September 1868 unternahm er zusammen mit Hans Grass die Erstbesteigung der Bellavista. Mit ihm unternahm er auch die Erstbesteigung des Piz Cambrena. Am 13. Juli 1871 konnte er zusammen mit Peter Egger und Peter Schlegel den Trugberg erstmals besteigen. 1891 bestieg er als Erster das Oberaarrothorn im Alleingang.
Er war langjähriges Vorstandsmitglied des Schweizer Alpen-Clubs, Section Basel.

## Auszeichnungen
- Ehrenmitglied des Schweizer Alpen-Clubs[7]